# 124
124（一百二十四）是123與125之間的自然數。

## 數學
- 第93個合數，正因數有1、2、4、31、62和124。前一個為123、下一個為125。
質因數分解為{\displaystyle 2^{2}\times 31}。
- 第94個虧數，真因數和為100，虧度為24。前一個為123、下一個為125。
- 第86個不尋常數，大於平方根的質因數為31。前一個為123、下一個為127。
- 第71個十进制的奢侈數。前一個為120、下一個為126。
- 第7個不可及數。前一個為120、下一個為146。
- 連續的質數的累加總合。（124 = 5 + 7 + 11 + 13 + 17 + 19 + 23 + 29）
- 1/124 = 0.00806451612903225 ...
- 沒有一個數的因數和減掉自己本身後的和為124（OEIS數列A005114）
- 與121是兄弟數

## 在其它領域中
- 西元124年
- 圖-124，一款由 苏联圖波列夫公司於1960年推出的飛機型號